# Hans Heinrich Keller (Mathematiker)
Hans Heinrich Keller (* 14. Februar 1922; † 5. Januar 2012) war ein Schweizer Mathematiker und Professor für Mathematik an der Universität Zürich. Er beschäftigte sich in den früheren Jahren vor allem mit der Potentialtheorie und später mit der Funktionalanalysis.

## Leben
Keller besuchte die Kantonale Handelsschule Zürich und studierte danach Mathematik an der Universität Zürich. 1950 promovierte er bei Rolf Nevanlinna mit dem Thema «Über das Anwachsen von Potentialfunktionen im dreidimensionalen Raum». Danach war er von 1950 bis 1955 Gymnasiallehrer und von 1954 Assistent von Nevanlinna. 1959 habilitierte er sich an der Universität Zürich und war danach von 1962 bis 1963 Gastdozent an der University of Michigan in der USA. 1963 wurde er ausserordentlicher Professor an der Universität Zürich und 1966 ordentlicher Professor am selben Ort.
Zu seinen Doktoranden gehörten Hans Jarchow und Ernst Binz.

## Publikationen (Auswahl)
- Über die Differentialgleichung erster Ordnung in normierten linearen Räumen. Rendiconti del Circolo Matematico di Palermo, 8 (1959). Seiten 117–144.
- Räume stetiger multilinearer Abbildungen als Limesräume. Mathematische Annalen 159, no. 4 (1965). Seiten 259–270.
- mit Ernst Binz: Funktionenräume in der Kategorie der Limesräume. Ann. Acad. Sci. Fenn., Ser. A I 383, 21 p. (1966).
- Über Probleme, die bei einer Differentialrechnung in topologischen Vektorräumen auftreten. Festband 70. Geb. Rolf Nevanlinna, Vortr. 2. R. Nevanlinna-Kolloquiums Zürich 1965, 49–57 (1966).
- Die Limes-Uniformisierbarkeit der Limesräume. Math. Ann. 176, 334–341 (1968)
- Limit vector spaces of Marinescu type. Rev. Roum. Math. Pures Appl. 13, 1107–1112 (1968).

### Bücher
- Hans Heinrich Keller: Differential Calculus in Locally Convex Spaces. In: Springer (Hrsg.): Lecture Notes in Mathematics. Band 417. Berlin, Heidelberg 1974, doi:10.1007/BFb0070564.